# Ilovača
Ilovača är en ort i Bosnien och Hercegovina.   Den ligger i entiteten Federationen Bosnien och Hercegovina, i den sydöstra delen av landet, 40 km sydost om huvudstaden Sarajevo. Ilovača ligger 487 meter över havet och antalet invånare är 183.
Terrängen runt Ilovača är huvudsakligen lite bergig. Ilovača ligger nere i en dal. Närmaste större samhälle är Goražde, 13,2 km öster om Ilovača. 
Omgivningarna runt Ilovača är en mosaik av jordbruksmark och naturlig växtlighet. Runt Ilovača är det ganska tätbefolkat, med 70 invånare per kvadratkilometer.